# Asparagus umbellatus
Asparagus umbellatus es una especie de plantas de la familia Asparagaceae.

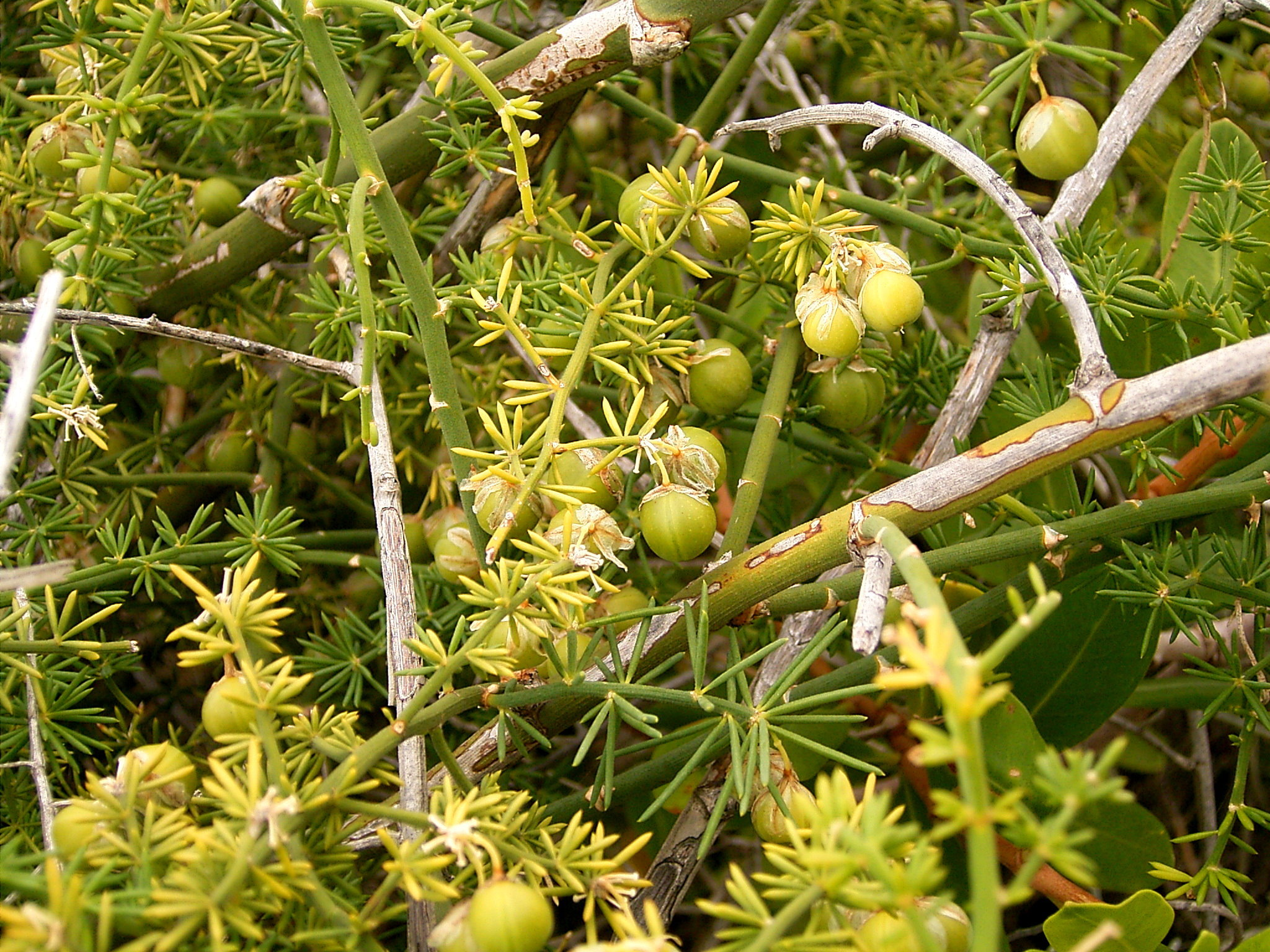
Frutos

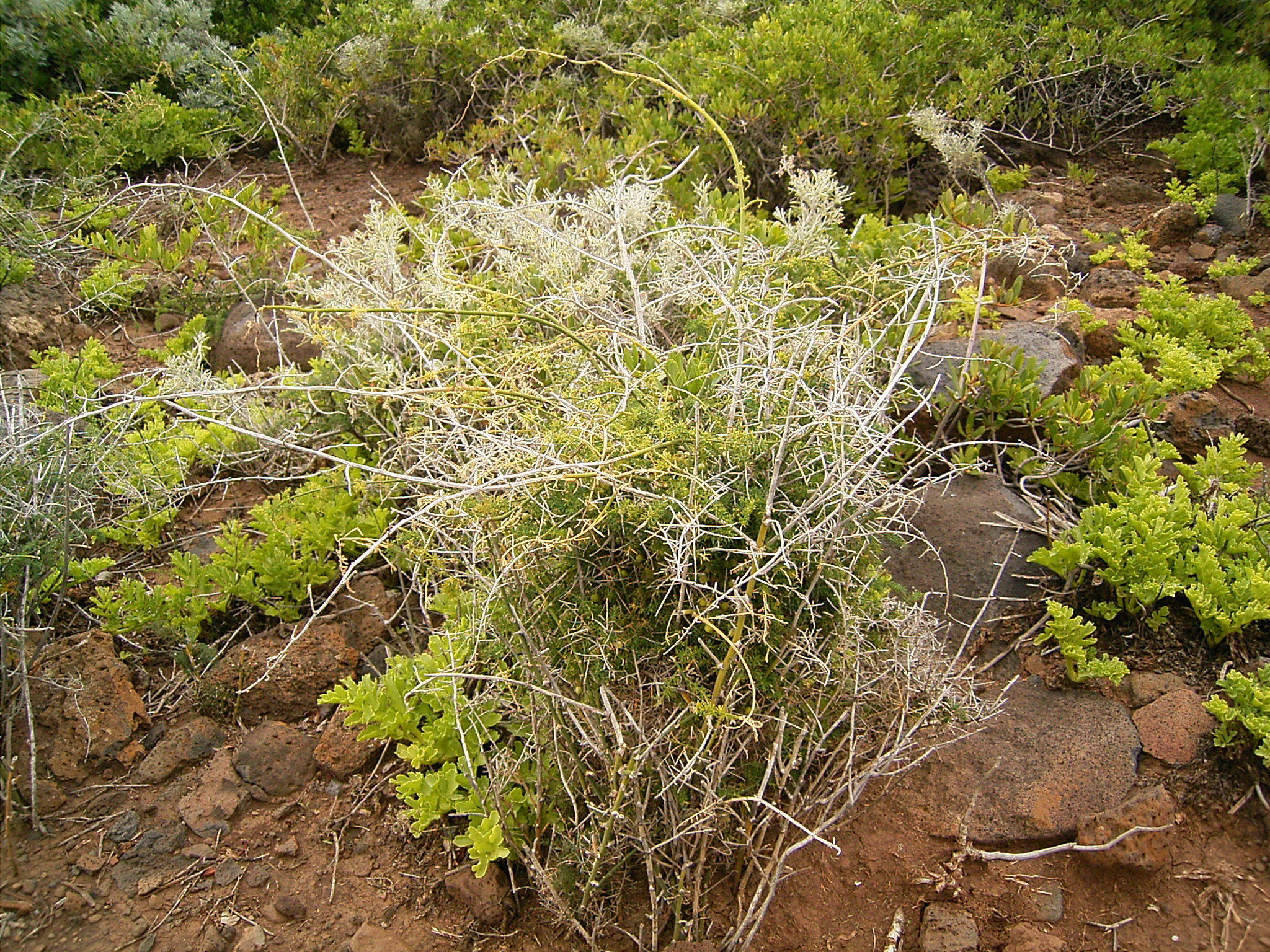
Vista de la planta

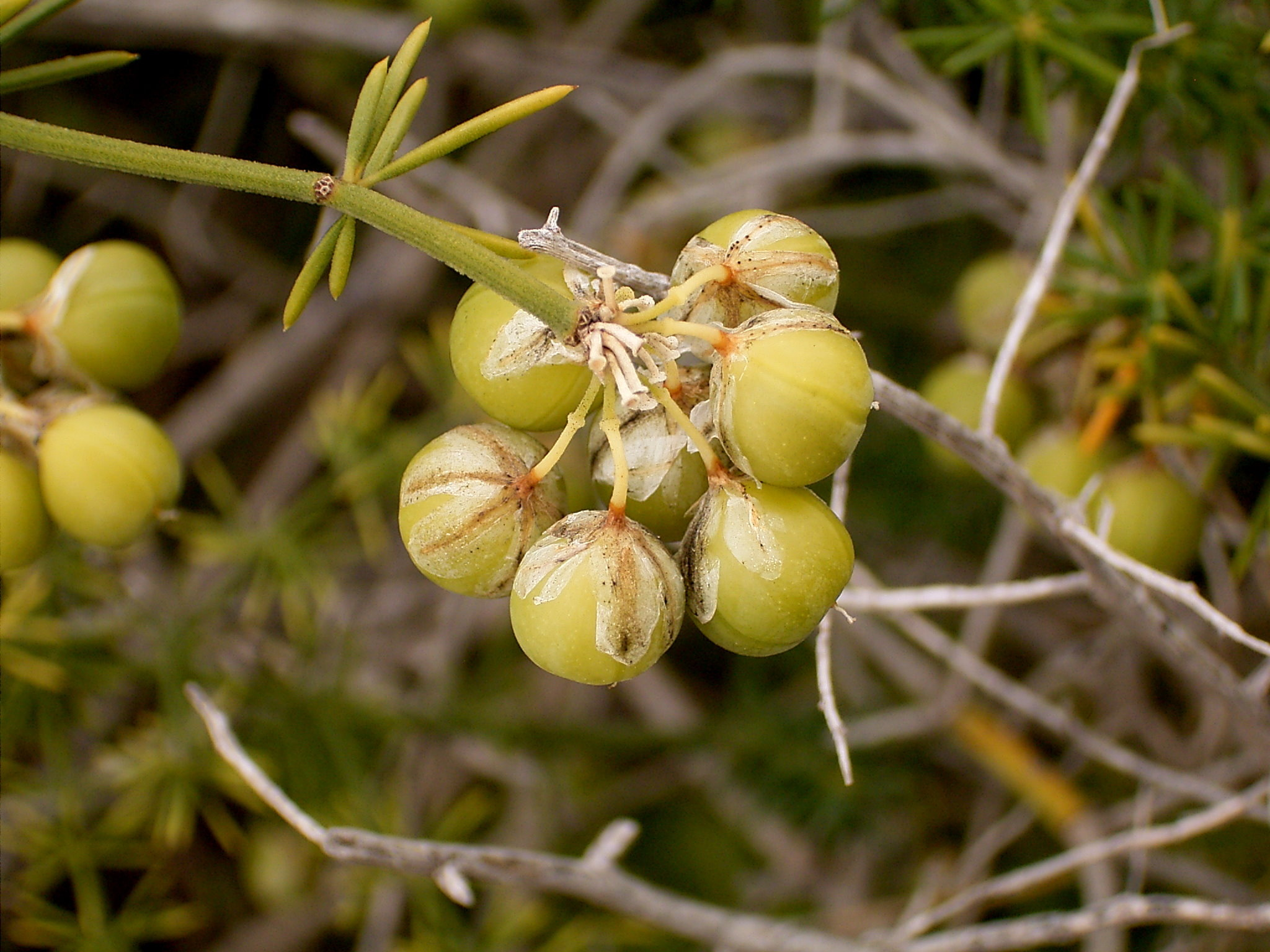
Frutos

## Descripción
La especie está representada en las islas por la ssp.umbellatus, de la que se diferencia una var.flavescens Svent. en Gran Canaria, mientras que la ssp.lowei (Kunth) Valdés es endémica de la isla de Madeira. Dentro del género se diferencia por tratarse de una planta voluble, con cladodios no  espinosos, cortos  y planos. Las inflorescencias son umbelas, con flores cuyos tépalos miden de 5-7 mm.

## Distribución
Es un endemismo presente en las islas de Macaronesia.

## Taxonomía
Asparagus umbellatus fue descrita por  Heinrich Friedrich Link y publicado en Phys. Beschr. Canar. Ins. 140 1828.
Etimología
Ver: Asparagus
umbellatus: epíteto latino que significa con forma de umbela, aludiendo a las inflorescencias de esta planta. 
Sinonimia
- Asparagopsis umbellata (Link) Kunth[3]

subsp. lowei (Kunth) Valdés
- Asparagopsis lowei (Kunth) Baker
- Asparagus lowei Kunth

subsp. umbellatus
- Asparagopsis grandiflora (Willd. ex Webb & Berthel.) Kunth
- Asparagus dichotomus Brouss. ex Webb & Berthel.
- Asparagus grandiflorus Willd. ex Webb & Berthel.
- Asparagus scaber Lowe[4]

## Nombres comunes
- Castellano: espárrago común.[5]